# 惠豐
惠豐，滿洲人，清朝政治人物、清朝禮部尚書。
曾任熱河都統。道光二十九年六月己丑，接替宗室成剛，擔任清朝禮部尚書，后去世。由宗室奕湘接任。